# خوزه آنتونیو پریمو دریورا
خوزه آنتونیو پریمو دریورا (اسپانیایی: José Antonio Primo de Rivera‎; ۲۴ آوریل ۱۹۰۳ – ۲۰ نوامبر ۱۹۳۶) سیاست‌مدار اسپانیایی و بنیانگذار حزب فالانژ اسپانیا بود. او در جریان جنگ داخلی توسط جمهوری دوم اسپانیا اعدام شد.